# بنددیدگان
بنددیدگان، روستایی از توابع بخش مرکزی شهرستان اقلید در استان فارس ایران است.

## جمعیت
این روستا در دهستان شهرمیان قرار دارد و براساس سرشماری مرکز آمار ایران در سال ۱۳۸۵، جمعیت آن ۱۱۱ نفر (۲۱خانوار) بوده‌است.